# Квантовая теория рассеяния
Квантовая теория рассеяния — раздел квантовой механики, описывающий рассеяние частиц на изолированном рассеивающем центре. В простейшем случае, этот центр характеризуется потенциалом. Обычно предполагается, что потенциал стремится к нулю по мере удаления от рассеивающего центра.

## Постановка задачи

Постановка задачи о квантовом рассеянии

В учебнике Ландау и Лифшица по квантовой механике задача о рассеянии ставится следующим образом.
На силовой центр падает пучок частиц с волновым вектором {\displaystyle {\vec {k}}_{0}} и плотностью {\displaystyle N}. Измеряется число частиц {\displaystyle dN}, которые попадают в детектор в единицу времени:
{\displaystyle dN=q(\theta ,\phi )Nd\Omega },
где {\displaystyle \theta } и {\displaystyle \phi } сферические углы детектора в системе координат, начало которой помещено в рассеивающий центр (ось {\displaystyle z} направлена вдоль вектора {\displaystyle {\vec {k}}_{0}}, а {\displaystyle d\Omega } — телесный угол, под которым детектор виден из начала координат.
Для решения этой задачи рассмотрим стационарное уравнение Шрёдингера:
{\displaystyle \left(-{\frac {\hbar ^{2}}{2m_{0}}}\Delta +V(r)\right)\psi ({\vec {r}})=E\psi ({\vec {r}})}.
Свободная частица, движущаяся в положительном направлении оси {\displaystyle z}, описывается плоской волной: {\displaystyle \psi ({\vec {r}})=\exp(i{\vec {k}}_{0}\cdot {\vec {r}})}. Рассеянные частицы описываются вдали от центра расходящейся сферической волной вида {\displaystyle A(\theta ,\phi ){\frac {exp(ik_{0}r)}{r}}}, следовательно, будем искать решение уравнения Шрёдингера со следующей асимптотикой на бесконечности:
{\displaystyle \psi ({\vec {r}})\approx \exp(i{\vec {k}}_{0}\cdot {\vec {r}})+A(\theta ,\phi ){\frac {\exp(ik_{0}r)}{r}}}.
В результате решения этого уравнения мы получим амплитуду рассеяния {\displaystyle A(\theta ,\phi )} и, следовательно, эффективное сечение рассеяния {\displaystyle d\sigma =|A(\theta ,\phi )|^{2}d\Omega }. При решении задач рассеяния в квантовой механике широко применяется метод фазовых функций.

## Классическое и квантовое рассеяние
Вышеприведенная постановка задачи существенно отличается от классической теории рассеяния, где начальное условие характеризуется прицельным параметром. В квантовой механике понятие траектории теряет смысл, поэтому говорить о прицельном параметре некорректно.
Возможна формулировка задачи о рассеянии, которая допускает единую интерпретацию как в классической, так и в квантовой механике

## Обратная задача квантовой теории рассеяния
Обратная задача квантовой теории рассеяния — определение вида рассеивающего потенциала по известным характеристикам рассеяния в квантовой механике. Имеет большое практическое значение в экспериментальной физике элементарных частиц для интерпретации экспериментальных данных по рассеянию и определения различных характеристик элементарных частиц, не измеряемых непосредственно на опыте
Обратная задача квантовой теории рассеяния решена исчерпывающим образом для случев сферически симметричного потенциала {\displaystyle V({\vec {x}})=v(r)}, удовлетворяющего условию {\displaystyle \int _{0}^{\infty }r\left|v(r)\right|dr<\infty },
  а также для одномерного уравнения Шредингера и для систем уравнений с радиальными операторами.
Сферически симметричный потенциал определяется по заданной для всех значений волнового вектора {\displaystyle k} одной из фаз {\displaystyle \eta _{l}(k)} S-матрицы {\displaystyle S(k)=e^{-2i\eta (k)}}. Если соответствующий радиальный оператор Шредингера {\displaystyle H^{l}} имеет дискретный спектр, то потенциал определяется по фазе {\displaystyle \eta _{l}(k)} неоднозначно